# Tipula pararecticornis
Tipula pararecticornis är en tvåvingeart som beskrevs av Evgenyi Nikolayevich Savchenko och Günther Theischinger 1978. Tipula pararecticornis ingår i släktet Tipula och familjen storharkrankar. Inga underarter finns listade i Catalogue of Life.